# Sistema neuroimmunitari
El sistema neuroimmunitari és el conjunt d'estructures i processos impulsats per les interaccions bioquímiques i electrofisiològiques entre el sistema nerviós i el sistema immunitari per protegir les neurones dels patògens. Protegeix les neurones de les malalties per mitjà de barreres selectivament permeables (com ara la barrera hematoencefàlica i la barrera hematocefalorraquídia), la neuroinflamació i la cicatrització en neurones malmeses, i la mobilització de les defenses de l'hoste contra els patògens.
El sistema neuroimmunitari i el sistema immunitari perifèric són estructuralment diferents. A diferència del sistema perifèric, el sistema neuroimmunitari es compon principalment de cèl·lules glials; els mastòcits són les úniques cèl·lules hematopoètiques del sistema immunitari que es troben al sistema neuroimmunitari en condicions normals. Tanmateix, quan es genera una resposta immunitària, algunes cèl·lules immunitàries perifèriques poden travessar les barreres hematoencefàlica i hematocefalorraquídia per atacar patògens que hagin penetrat el cervell. Per exemple, s'ha demostrat que els macròfags i els limfòcits T migren a la medul·la espinal quan es produeix una lesió. Així mateix, s'ha observat la creació de cèl·lules del sistema del complement directament al sistema nerviós central.